# 大隆洞水库
大隆洞水库位于中国广东省江门市大广海湾经济区（台山市端芬镇西部）大隆洞河上游，是以灌溉为主，兼有防洪、发电功能的大（二）型水库。灌区有端芬、广海、冲蒌、斗山、都斛、赤溪六个镇，总渠和支渠共100多公里长，灌溉面积17万亩。